# Cota de La Redoute

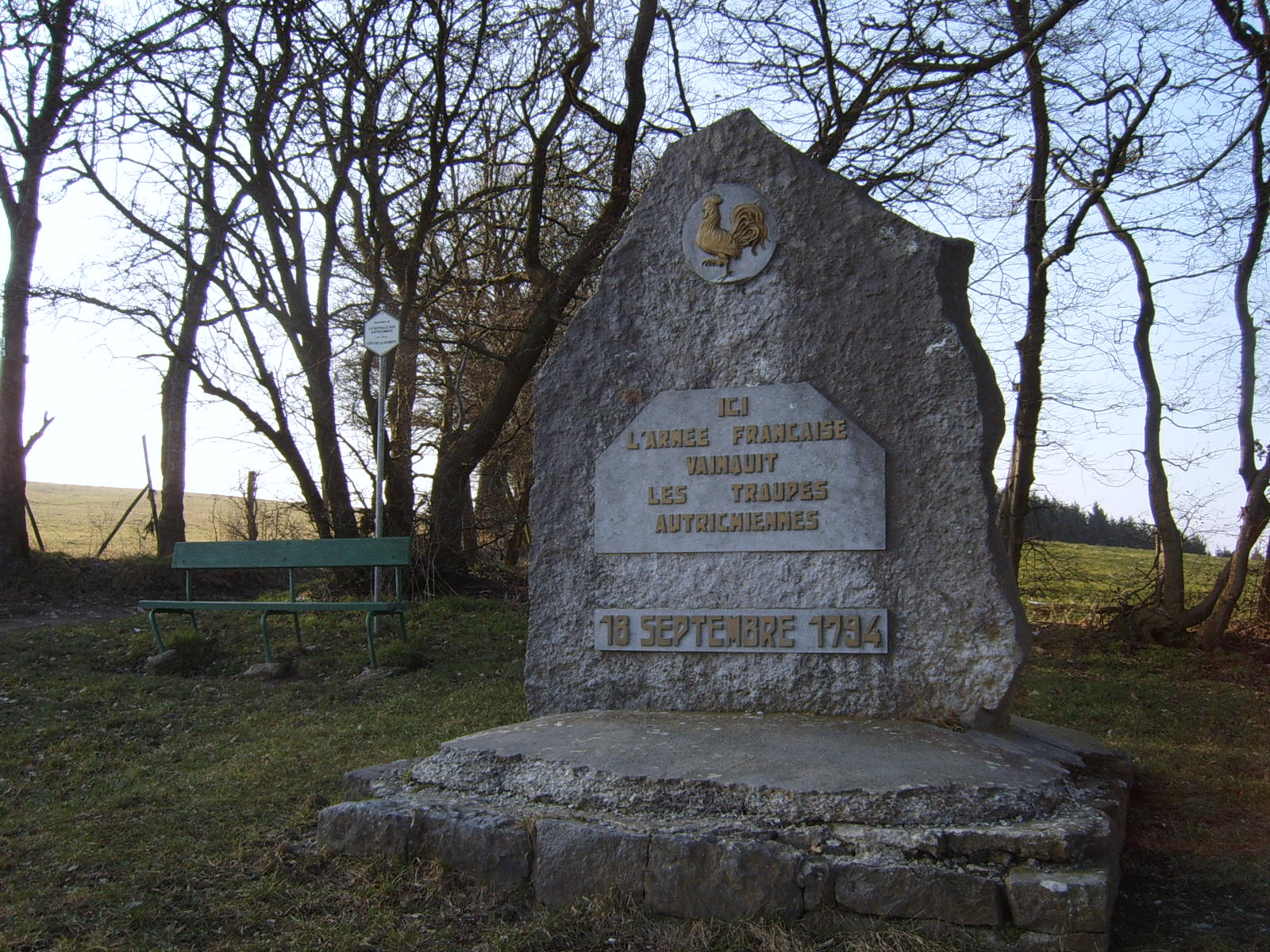
Monumento en la cima de La Redoute

La Cota de La Redoute es una conocida ascensión que forma parte de la reconocida carrera ciclista Lieja-Bastoña-Lieja. Se encuentra situada en Sougné-Remouchamps, dentro del municipio de Aywaille, en Bélgica.

## Historia
El 18 de setiembre de 1794 tuvo lugar en zona una batalla entre las tropas imperiales del Archiducado de Austria y los republicanos franceses. Allí se construyó un reducto y de aquí el nombre del puerto.

## Situación y descripción de la cota
La cota de La Redoute tiene una longitud de 1.700 metros, en la que se supera un desnivel de 161 metros, pasando de los 131 metros a los que se encuentra la ribera derecha del río Amblève hasta los 292 metros del cima. La subida tiene una pendiente media del 9,5%, con rampas que llegan al 17 %.